# Geoffrey Burbidge

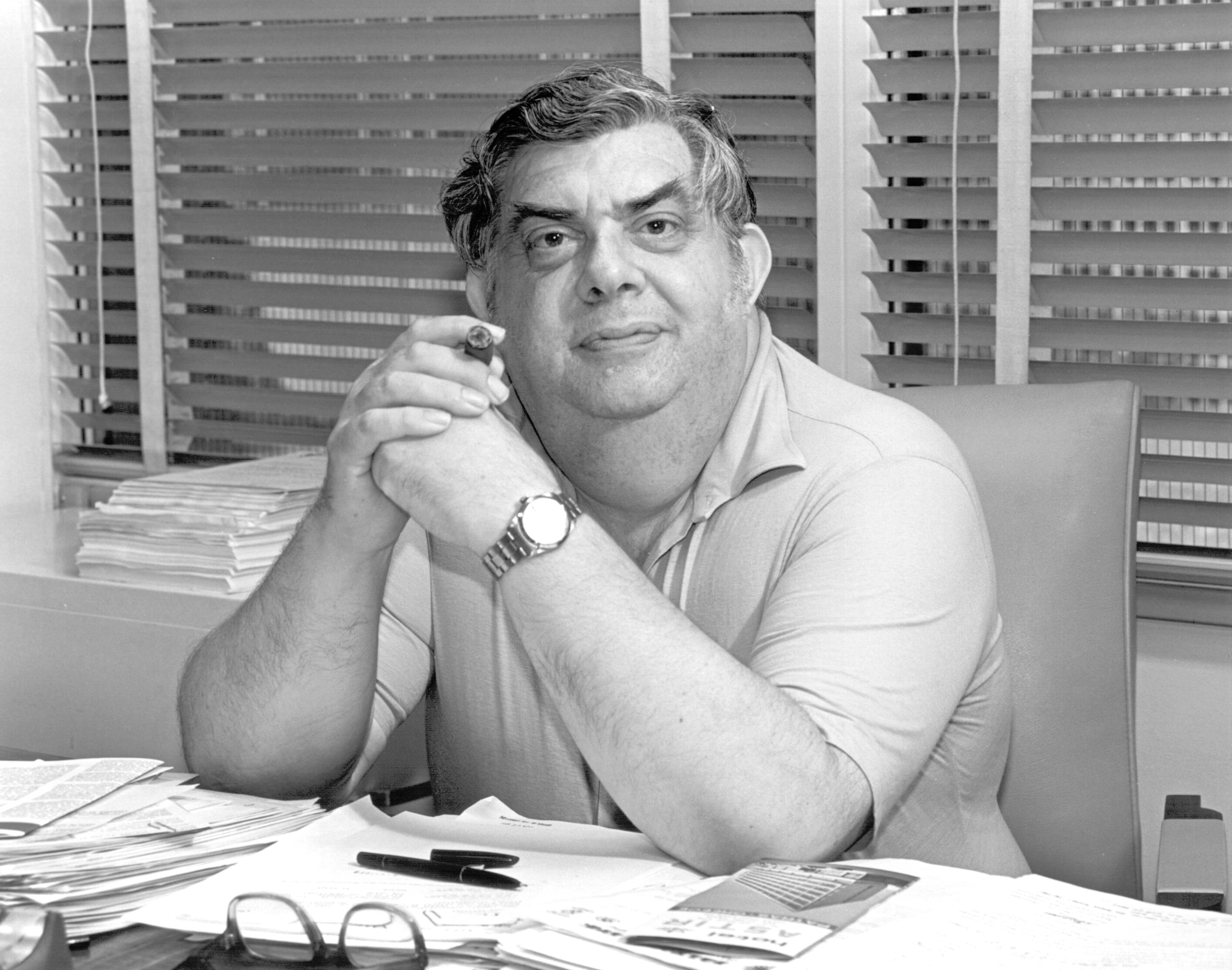
Geoffrey Burbidge

Geoffrey Ronald Burbidge (* 24. September 1925 in Chipping Norton, Oxfordshire; † 26. Januar 2010 in San Diego, Kalifornien) war ein britisch-amerikanischer Astrophysiker. Er war Ehemann von Margaret Burbidge.
1957 verfasste er zusammen mit Margaret Burbidge, William Alfred Fowler und Fred Hoyle die B2FH-Theorie zur Entstehung der leichten Elemente durch Kernfusion in Sternen (Nukleosynthese). 1971 wurde Burbidge in die American Academy of Arts and Sciences gewählt, 1988 wurde er Fellow der American Physical Society.

## Auszeichnungen (Auswahl)
- 1959: Helen-B.-Warner-Preis
- 1979: Petrie Prize Lecture
- 1999: Bruce Medal
- 2004: Benennung eines Asteroiden nach ihm: (11753) Geoffburbidge
- 2005: Goldmedaille der Royal Astronomical Society
- 2007: NAS Award for Scientific Reviewing